# ملكة جمال الكون 1997
ملكة جمال الكون 1997 هي مسابقة ملكة جمال الكون السادسة والأربعون في تاريخ مسابقة ملكة جمال الكون منذ انطلاقتها عام 1952، تم عقد مسابقة في 16 مايو 1997 في مركز ميامي بيتش للمؤتمرات في ميامي بيتش، فلوريدا. شهدت هذا العام تنافس 74 متسابقة في ملكة جمال الكون، في نهاية الحدث توجت بروك لي من الولايات المتحدة بالمسابقة، من قبل ملكة جمال الكون السابقة أليسيا ماتشادو من فنزويلا.

## النتائج

### المراكز النهائية
| النتائج النهائية     | المتنافسة |
| -------------------- | --- |
| ملكة جمال الكون 1997 | - الولايات المتحدة - بروك لي                                                                                   |
| الوصيفة الأولى       | - فنزويلا - مارينا بينكومو                                                                                     |
| الوصيفة الثانية      | - ترينيداد وتوباغو - مارغو بورجوا                                                                              |
| أفضل 6               | - كوراساو - فيرنا فاسكويز - إيطاليا - ديني مينديز - بنما - ليا بوريرو                                          |
| أفضل 10              | - إستونيا - كريستينا هاينميتس - الهند - نفيسة جوزيف - بورتوريكو - أنا روزا بريتو - السويد - فيكتوريا لاجرستروم |

### المسابقة النهائية
| بلد              | المتوسط الأولي | ملابس السباحة | مقابلة     | فستان سهرة | متوسط نصف النهائي | أفضل 6 في أسئلة |
| ---------------- | -------------- | ------------- | ---------- | ---------- | ----------------- | --------------- |
| الولايات المتحدة | 9.230 (3)      | 9.500 (3)     | 9.610 (1)  | 9.680 (4)  | 9.597 (3)         | 9.796 (1)       |
| فنزويلا          | 9.080 (6)      | 9.470 (4)     | 9.060 (10) | 9.720 (3)  | 9.417 (4)         | 9.758 (2)       |
| ترينيداد وتوباغو | 9.120 (5)      | 9.270 (6)     | 9.340 (5)  | 9.600 (5)  | 9.403 (5)         | 9.594 (3)       |
| كوراساو          | 9.410 (1)      | 9.629 (1)     | 9.440 (3)  | 9.790 (1)  | 9.617 (2)         | 9.578 (4)       |
| إيطاليا          | 9.170 (4)      | 9.610 (2)     | 9.540 (2)  | 9.760 (2)  | 9.637 (1)         | 9.428 (5)       |
| بنما             | 9.330 (2)      | 9.220 (7)     | 9.380 (4)  | 9.440 (7)  | 9.347 (6)         | 9.089 (6)       |
| إستونيا          | 9.060 (7)      | 9.350 (5)     | 9.140 (9)  | 9.410 (8)  | 9.300 (7)         |                 |
| بورتوريكو        | 8.970 (9)      | 9.040 (9)     | 9.270 (6)  | 9.470 (6)  | 9.260 (8)         |                 |
| السويد           | 8.980 (8)      | 8.920 (10)    | 9.220 (7)  | 9.270 (9)  | 9.137 (9)         |                 |
| الهند            | 8.960 (10)     | 9.040 (8)     | 9.150 (8)  | 9.120 (10) | 9.103 (10)        |                 |

## المتسابقات
- الأرجنتين - نازارينا فانيسا غونزاليس ألمادا
- أروبا - كارين آن بيترسون
- أستراليا - لورا كسورتان
- جزر البهاما - نيستا ساندرا سيلي
- بلجيكا - لورنس بوريمان
- بليز - شارون دومينغيز
- برمودا - نعومي داريل
- بوليفيا - هيلغا باور سالاس
- بونير - جان لويز لاندوير
- البرازيل - نايلا فرناندا أفونسو ميريف
- جزر العذراء البريطانية - ميليندا بن
- بلغاريا - كراسميرا تودوروفا
- كندا - كارمن كيمبت
- تشيلي - كلوديا دلبين
- كولومبيا - كلوديا ايلينا فاسكويز إنجيل
- كوستاريكا - غابرييلا أغيلار شافاريا
- كرواتيا - كريستينا شيرينا
- كوراساو - فيرنا أنجيلا ماريا فاسكويز
- قبرص - كورينا نيكولاو
- جمهورية التشيك - بيترا ميناسوفا
- جمهورية الدومينيكان - سيزارينا ديل كارمن ميجيا سانشيز
- الإكوادور - ماريا خوسيه لوبيز فيردو
- مصر - إيمان عبد الله ثاقب
- إلسالفادور - كارمن ايرين كاريلو فيلانوفا
- إستونيا - كريستينا هاينميتس
- فنلندا - كاريتا هانا ماريا تومولا
- فرنسا - باتريشيا سبهار
- ألمانيا - أغاث نيونر
- اليونان - ايلينا زيسي
- غواتيمالا - كارول أنابيلا أكينو بونيلا
- هندوراس - جوسيلينا غارسيا كوبوس
- هونغ كونغ - لي سان سان
- المجر - إلديكو كيكان
- آيسلندا - سولفيج يلجا غودمندسدوتير
- الهند - نفيسة جوزيف
- جمهورية أيرلندا - فيونا مولي
- إسرائيل - ديكلا حمدي
- إيطاليا - ديني مينديز
- جامايكا - نادين جوليان توماس
- كوريا - لي اون هي
- لبنان - داليدا شماي
- ماليزيا - تراينسي لو إي بينغ
- مالطا - كلير جريتش
- موريشيوس - سيندي سيزار
- المكسيك - ربيكا تاميز
- ناميبيا - شيا شبينغا
- نيوزيلندا - مارينا الافاجيا مكارتني
- جزر ماريانا الشمالية - ميلاني سيبيتانج
- بنما - ليا بوريرو
- باراغواي - روزانا إليزابيث خيمينيز بيريرا
- بيرو - كلوديا ماريا دوبف سكارسى
- الفلبين - أبيغال أريناس
- بولندا - أنييسكا زيلينسكا
- البرتغال - لارا أنتونيس
- بورتوريكو - آنا روزا بريتو سواريز
- رومانيا - ديانا ماريا اوردريانو
- روسيا - آنا بيتشيك
- سنغافورة - تريشيا تان سيو
- سلوفاكيا - لوسيا بوفرازنيكوفا
- جنوب إفريقيا - مبالي غازا
- إسبانيا - إينيس سانز إستيبان
- السويد - فيكتوريا لاجرستروم
- سويسرا - ميلاني فينيغر
- تايوان - شيو هاي تا
- تايلاند - سوانغسودا لاوانبراسرت
- ترينيداد وتوباغو - مارغو ريتا بورجوا
- تركيا - يسين شيتين
- جزر توركس وكايكوس - كيشا ديلانسي
- أوكرانيا - ناتاليا ناتوشى
- الأوروغواي - أدريانا كانو غارسيا
- الولايات المتحدة - بروك لي
- جزر العذراء الأمريكية - فانيا توماس
- فنزويلا - مارينا بينكومو
- زيمبابوي - لورين ماغوينزي

## الروابط الخارجية
- موقع ملكة جمال الكون الرسمي